# Alex Tobin
Alex Tobin (ur. 3 listopada 1965 w Adelaide) – australijski piłkarz, reprezentant kraju. Jest byłym rekordzistą pod względem liczby występów w reprezentacji Australii – 87 razy.

## Kariera
Tobin nigdy nie grał dla żadnej nieaustralijskiej drużyny. Większość kariery spędził jako obrońca w klubie Adelaide City. W 2000 opuścił klub i przeniósł się do Parramatta Power, a w sezonie 2001/02 grał w Northern Spirit FC. Tobin grał w 522 meczach w Australii.
Teraz pracuje w Central Coast Mariners jako asystent trenera.